# Something for the Weekend (Ben Westbeech)
Something for the Weekend è un singolo del cantante britannico Ben Westbeech, pubblicato il 30 agosto 2011 come estratto dal secondo album in studio There's More to Life Than This.
Inizialmente pubblicato nel Regno Unito, dal 23 settembre 2011 è stato reso disponibile anche nel resto d'Europa.

## Il brano
Il brano è uno dei pezzi più ballati nei locali di tutto il mondo guadagnando un buon successo anche in Italia. Il suono Jazz e House ha un ritmo molto incalzante e rilassante.

## Video musicale
Il videoclip mostra Ben Westbeech in giacca e cravatta che si trova in una camera da letto tutta bianca. Si toglie la giacca, le scarpe, i pantaloni e si distende sulle coperte del letto con una mascherina sugli occhi per riposare. Improvvisamente compaiono sotto le coperte del letto, dove si trova Ben, due donne che lo toccano. Allora lui si sveglia e non le trova più. In un secondo momento si riaddormenta e ricompaiono le due donne che lo baciano e lo spogliano, flirtano con lui quasi come se lo volessero costringere ad avere rapporti sessuali con lui, ma lui felice accetta tutto. Il video finisce con lui, tentato da questi atti sessuali ed avances si diverte sotto le coperte, ridendo con una bottiglia di champagne in mano mentre le ragazze lo baciano.

## Uso nei media
Il brano è la sigla musicale del programma I Love the Weekend di Radio Capital in onda il sabato e la domenica.

## Tracce
CD Single - UK
1. Something For The Weekend (Breach Remix) – 3:40
2. Something For The Weekend (Lee Foss & Robert James Spirit Remix; Remix Version) – 6:07

CD Single - Europa
1. Something For The Weekend – 4:32
2. Something For The Weekend (Breach Remix) – 3:40
3. Something For The Weekend (Lee Foss & Robert James Spirit Remix; Remix Version) – 6:07

EP Remixes
1. Something For The Weekend (Joey Negro Z Mix)
2. Something For The Weekend (Joey Negro Special Dubbb)
3. Something For The Weekend (Lee Foss & Robert James Spirit Remix)
4. Something For The Weekend (The Revenge Keep Up Dub)
5. Something For The Weekend (The Revenge Skin Up Dub)
6. Something For The Weekend (Original Mix)